# アデレード
アデレード（英: Adelaide）は、オーストラリア連邦南オーストラリア州の州都である。オーストラリアの南部に位置し、南極海に通じているセントビンセント湾に面した都市である。名前は19世紀のイギリス国王ウィリアム4世の王妃アデレードにちなんでいる。人口は1,198,468人（2011年時点）で、オーストラリア各州の州都の中では5番目の規模である。文化と芸術の都として知られている。

## 歴史

### ヨーロッパ人入植以前

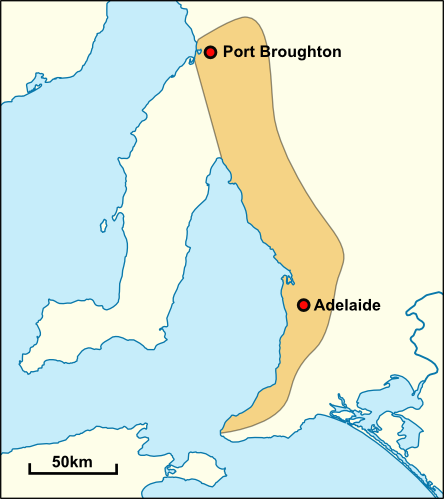
ガウナ人の共同体のおおよその領土 (橙色)を示した地図。

イギリスが1836年に自由入植地としてアデレードを建設する前は、現在のアデレードと呼ばれている地域に南オーストラリア州に沢山あるアボリジニの共同体の一つであるガウナ人が居住していた。アデレード中心街とそれを囲むように存在するアデレード・パークランズ一帯はダンダニャ (Tarntanya)、或いはガウナ語でダンダニャンガ (ˈd̪̥aɳɖaɲaŋɡa (ガウナ語発音))として知られていた。 ダンダニャンガ一帯は草木と低木の多い平地で数世代に渡って管理されていた。ガウナ人の共同体は東はマウントロフティー山脈の麓の丘まで、南北はダンダニャを包囲する広大な地域を有していた。アデレード市内を流れるトレンズ川はガウナ語でカーラウィーラ・パリ (Karrawirra Pari、赤ゴムの森の川)として知られていた。アデレード地域にはかつて約300人のガウナ人が居住しており、彼らはアデレード地域以外に居住していたガウナ人にコワンディラ (Cowandilla)と呼ばれていた。
ガウナ語は複雑な言語で、ガウナ人の洗練された文化と深い環境に対する知識の豊富さを映していた。しかし、ヨーロッパ人が南オーストラリアに入植してから2，30年も経たないうちにガウナ人の文化や言葉は殆ど破壊された。 ヨーロッパ人が入植してからまもなく南オーストラリアに渡ったキリスト教の宣教師と研究者による広範囲にわたる公式文書により、ガウナ人の文化や言語が復興した。 現在ではガウナ人と南オーストラリア州との取り決めにより、沢山の地名がガウナ語に改名された。

### イギリスの入植地として

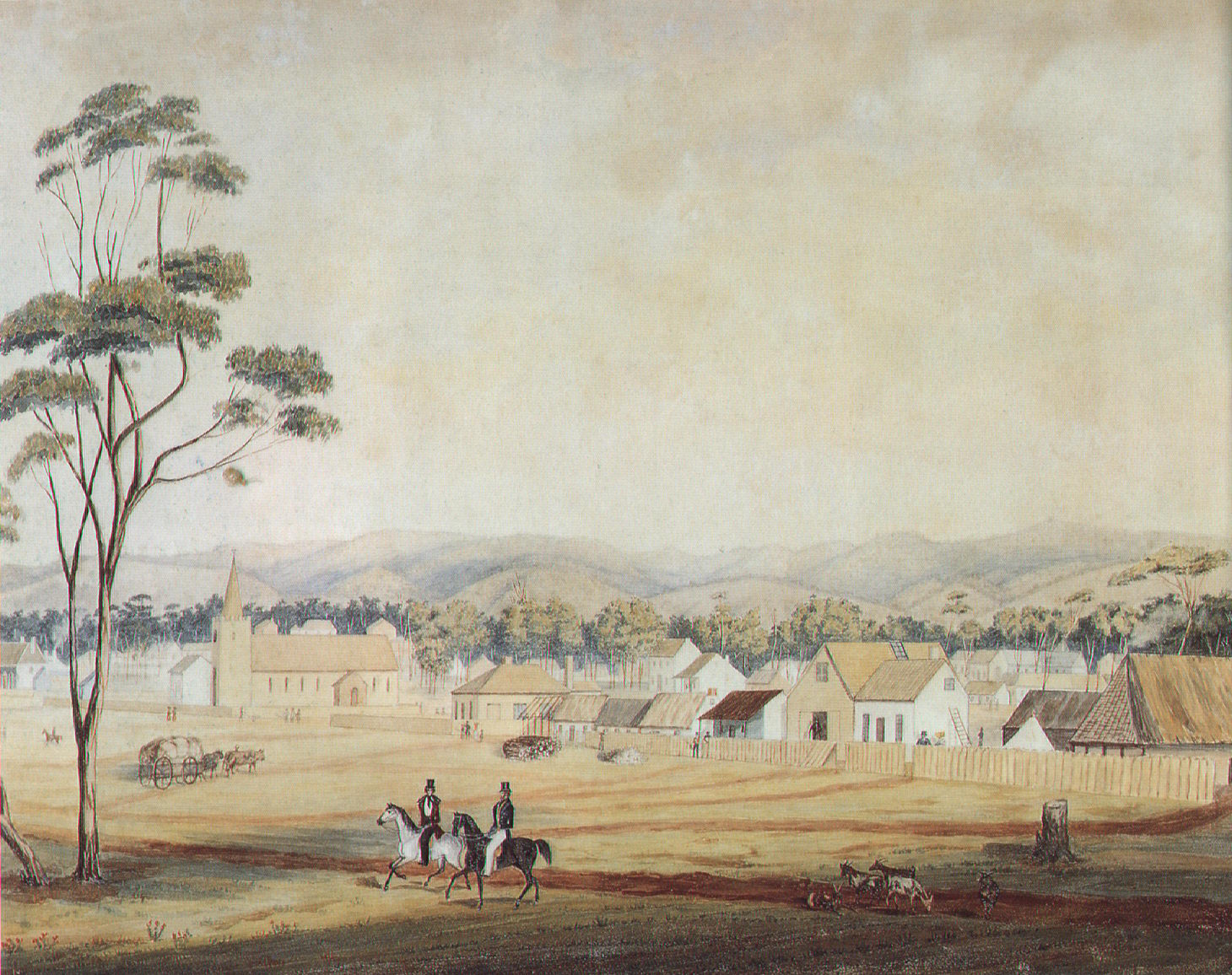
ノース・テラス、1839年

南オーストラリアは1836年12月28日（現在はプロクラメーション・デーとして州の祝日になっている）に正式にイギリスの植民地となった。オーストラリア植民地の中では初めての、自由植民地であった。南オーストラリア初代測量局長官ウィリアム・ライト大佐が州都の調査計画並びに設計を担当した。ライト案は識者の批判等を浴びつつも、トレンス川近郊のアデレードヒルと呼ばれる高台を適地として選定した。トレンス川を初期植民者にとっては重要な水源となるという"ライトのビジョン"は、アデレードは都市が成長繁栄に対し、初期プランを大幅修正せずとも済むように計画してあった。古い都市では後に道路拡張、公園整備などが必要となることが往々にしてあるが、アデレードでは当初から広幅員道路や公園を整備していたのである。
アデレードは自由移民のための計画された植民地の中心として建設された。移民達は宗教の迫害を恐れずに済み、市民としての自由が保障されていた。この点では、受刑者の土地としての歴史を持つシドニーやホバートなどの他のオーストラリアの都市とは異なっている。偶然にも"アデレード"という名前はドイツ語で"貴婦人"を意味する言葉に由来している。

## 地理及び気象

### 気候
アデレードは地中海性気候であり、基本的に冬は穏やかで湿潤であり、夏は暑くて乾燥している。
| アデレード（1977年 - 2010年）の気候 | アデレード（1977年 - 2010年）の気候 | アデレード（1977年 - 2010年）の気候 | アデレード（1977年 - 2010年）の気候 | アデレード（1977年 - 2010年）の気候 | アデレード（1977年 - 2010年）の気候 | アデレード（1977年 - 2010年）の気候 | アデレード（1977年 - 2010年）の気候 | アデレード（1977年 - 2010年）の気候 | アデレード（1977年 - 2010年）の気候 | アデレード（1977年 - 2010年）の気候 | アデレード（1977年 - 2010年）の気候 | アデレード（1977年 - 2010年）の気候 | アデレード（1977年 - 2010年）の気候 |
| 月                                  | 1月                                 | 2月                                 | 3月                                 | 4月                                 | 5月                                 | 6月                                 | 7月                                 | 8月                                 | 9月                                 | 10月                                | 11月                                | 12月                                | 年                                  |
| ----------------------------------- | ----------------------------------- | ----------------------------------- | ----------------------------------- | ----------------------------------- | ----------------------------------- | ----------------------------------- | ----------------------------------- | ----------------------------------- | ----------------------------------- | ----------------------------------- | ----------------------------------- | ----------------------------------- | ----------------------------------- |
| 平均最高気温 °C （°F）              | 29.2 (84.6)                         | 29.4 (84.9)                         | 26.4 (79.5)                         | 22.6 (72.7)                         | 19.0 (66.2)                         | 16.1 (61)                           | 15.3 (59.5)                         | 16.7 (62.1)                         | 19.0 (66.2)                         | 21.8 (71.2)                         | 25.1 (77.2)                         | 27.0 (80.6)                         | 22.3 (72.1)                         |
| 平均最低気温 °C （°F）              | 17.0 (62.6)                         | 17.2 (63)                           | 15.2 (59.4)                         | 12.4 (54.3)                         | 10.2 (50.4)                         | 8.1 (46.6)                          | 7.5 (45.5)                          | 8.2 (46.8)                          | 9.7 (49.5)                          | 11.4 (52.5)                         | 14.0 (57.2)                         | 15.5 (59.9)                         | 12.2 (54)                           |
| 雨量 mm （inch）                    | 19.3 (0.76)                         | 12.4 (0.488)                        | 24.9 (0.98)                         | 40.9 (1.61)                         | 60.0 (2.362)                        | 79.7 (3.138)                        | 75.8 (2.984)                        | 66.7 (2.626)                        | 60.3 (2.374)                        | 44.3 (1.744)                        | 31.7 (1.248)                        | 28.0 (1.102)                        | 542.3 (21.35)                       |
| 平均降雨日数                        | 2.8                                 | 2.0                                 | 3.4                                 | 5.4                                 | 9.0                                 | 11.1                                | 12.0                                | 11.7                                | 9.3                                 | 6.8                                 | 4.8                                 | 4.4                                 | 82.7                                |
| 平均月間日照時間                    | 325.5                               | 285.3                               | 269.7                               | 216                                 | 167.4                               | 138                                 | 148.8                               | 189.1                               | 204                                 | 257.3                               | 273                                 | 294.5                               | 2,768.6                             |
| 出典：Bureau of Meteorology         |                                     |                                     |                                     |                                     |                                     |                                     |                                     |                                     |                                     |                                     |                                     |                                     |                                     |

記録:
- 最高気温 — 45.7℃ (2009年1月)
- 最低気温 — -0.4℃ (1982年6月)
- 月間最大降雨量 — 6月 174.6mm (1981年6月)

（*ケントタウン気象台のデータ（1977年-2009年）。このほか、2019年1月24日には観測史上最高気温となる46.6度を記録したことが報道されている。）

### 地球上での位置
アデレードは、メルボルンやパースと同じく、北半球の「アメリカ本土（ハワイとアラスカは除く）・カナダ・ヨーロッパ諸国」からはすべて12000km以上離れた「世界から隔離された都市」である（※メルボルンの項参照）。
人口100万人を有する、世界で見てもアングロサクソン系の代表的な大都市の1つなのだが、アデレード空港からノンストップ便の国際線が就航しているのは、近隣のオークランド（ニュージーランド）、シンガポール、クアラルンプール、（マレーシア）、デンパサール（インドネシア）、広州（中国）及び香港のわずか6都市だけである。過去に東京線も運航されていたが、現在は運休中。

## 経済

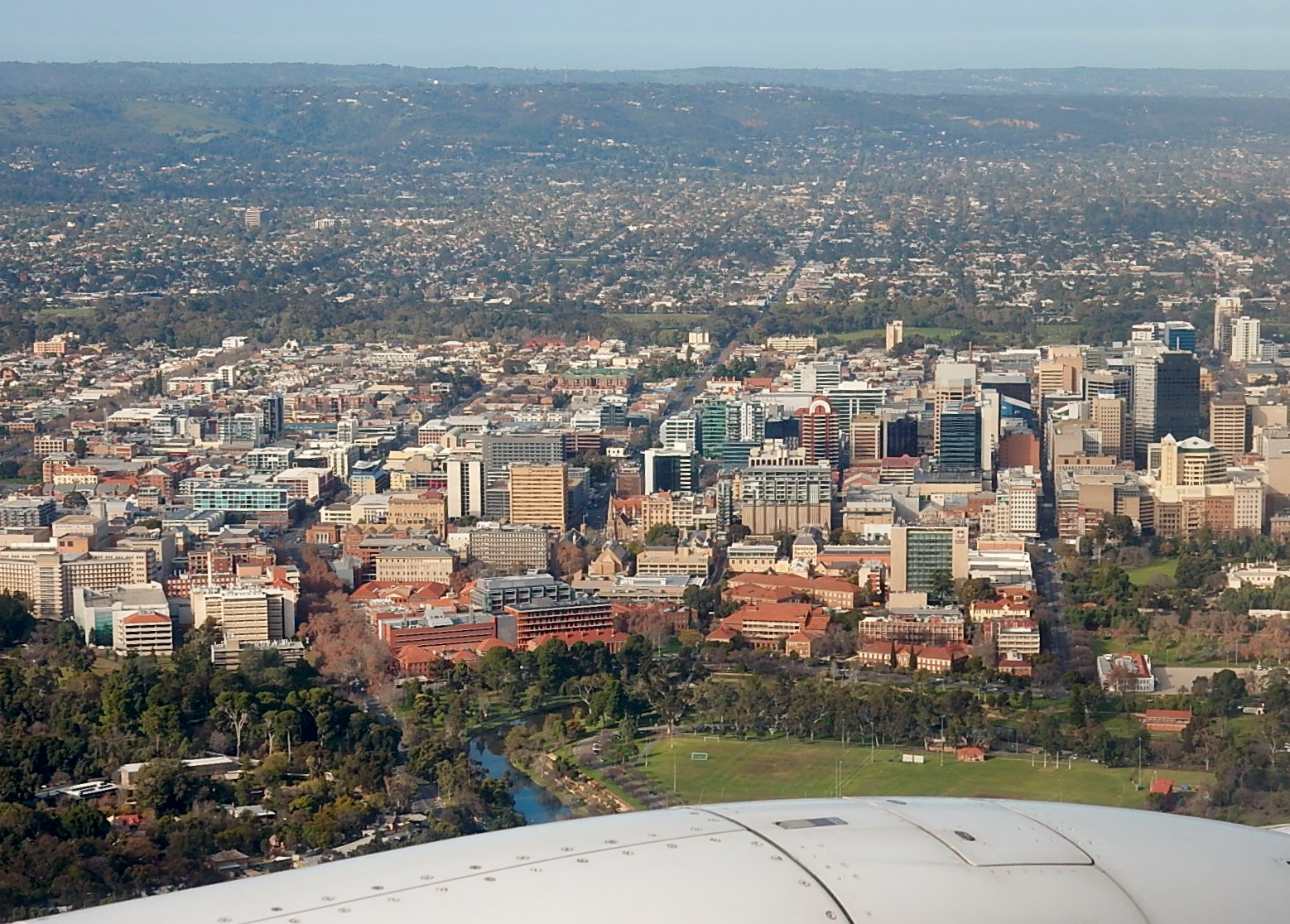
アデレードのダウンタウン

アデレードには、製造業と研究のための広大な地域がある。そこにはホールデンと三菱自動車工業、ブリヂストンの工場がある、また軍事研究機関のDSTO（Defence Science and Technology Organisation）がソールズベリー（アデレード中心部から北に20kmの郊外）にある。他の産業としては、鉄鉱石の精製、防衛、電子部品生産などがある。
1992年には南オーストラリア州立銀行が金融崩壊し、その結果州の負債が4億オーストラリア・ドルにもなった。これが減ったのはつい最近のことである。つまり、その後の州政府が緊縮型予算、財政の切り詰めの法律を制定してきたことを意味し、また市や州のさらなる経済開発はかなり後退せざるを得なかった。

## 交通

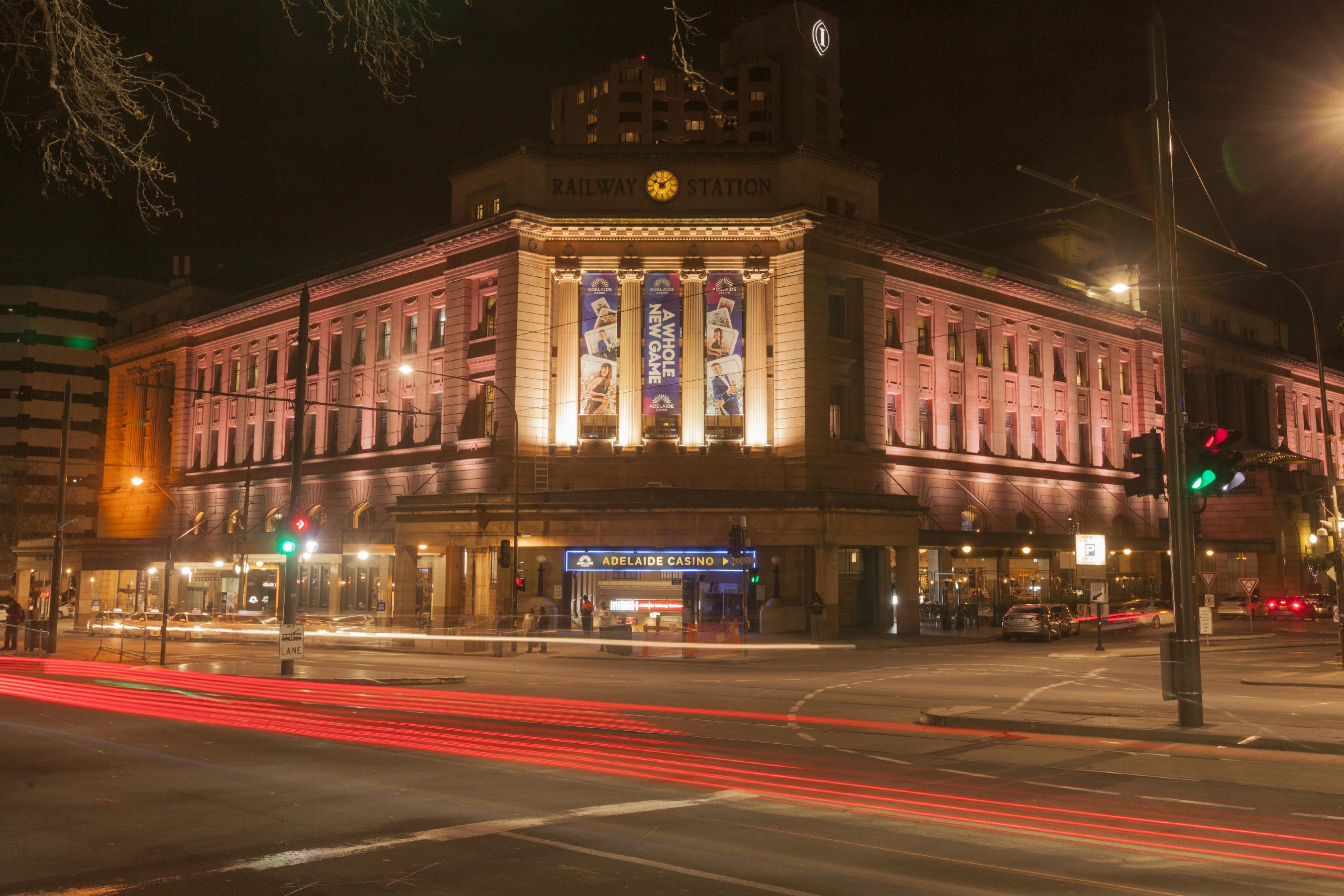
アデレード駅

アデレード・メトロの鉄道路線図

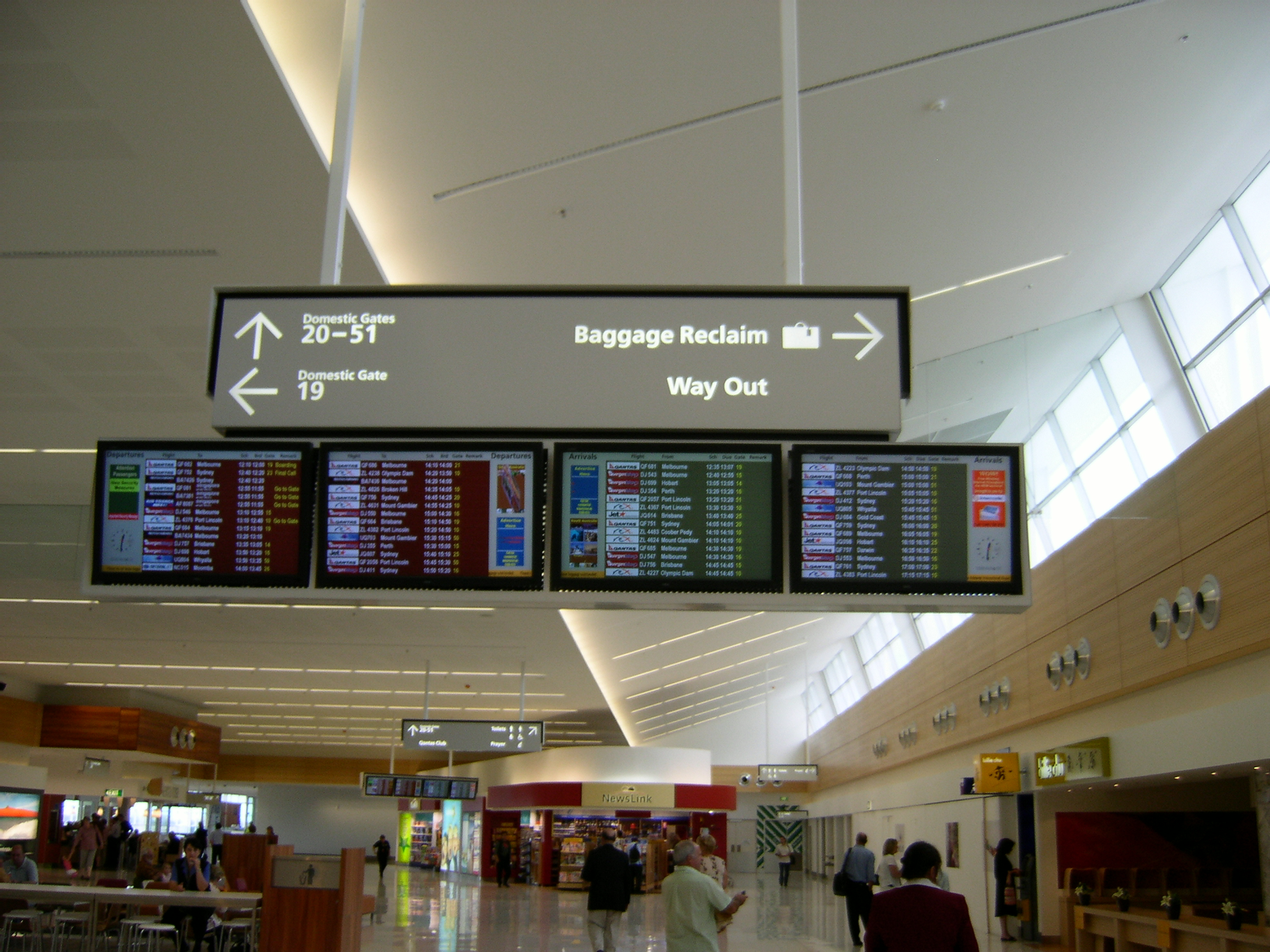
アデレード空港

アデレード・メトロが近郊鉄道、バス、トラムを運行している。

### 鉄道
アデレード駅を拠点として6路線が伸びている。
- ベルエアー線（英語版）
- ゴーラー線
- アウターハーバー線（英語版）
- グレンジ線（英語版）
- シーフォード線（英語版）
- トンズレイ線（英語版）

なお、廃線された路線に
- ジュービリー展覧会線（英語版）
- ホウルドファスト・ベイ線（英語版）

の2路線がある。
長距離列車はシティー西部に位置するアデレード・パークランズ・ターミナルに発着している。シドニーからパースにいたるインディアンパシフィックの途中停車駅であり、メルボルンへのジ・オーバーランド、アリススプリングス・ダーウィンへのザ・ガンのターミナルともなっている。

### バス
アデレード・メトロが運営するバス路線は225路線で総路線距離は1,300キロを上回る。ガイドウェイバスのアデレード・オーバーンもある。

### トラム
1855年にフルリオ半島のグールワ・ポートエリオット間を走行した馬車鉄道がアデレード、並びに南オーストラリア州初の馬車鉄道 (トラム)である。その後時代と共にアデレードの馬車鉄道は電化され、路面電車が街を駆け巡るようになる。1958年11月22日に路面電車が廃止されるが、アデレード・メトロの運営するグレネルグ・トラムは唯一の路面電車として現在も運行され続けている。グレネルグ・トラムは植物園行き、フェスティバルプラザ行き、アデレード王立病院行きの3方向に渡る路線が運用されている。

### 空港
アデレードには、公共の定期便が利用するアデレード空港、個人や企業等のプロペラ機が利用するパラフィールド空港、オーストラリア空軍（Royal Australian Air Force）エジンバラ（Edinburgh）基地の3つの空港がある。現在は日本の空港からアデレード空港に直行する飛行機がない為、日本からアデレードを訪れる際はシドニー国際空港などで必ずトランジットを行う必要がある。

## 文化

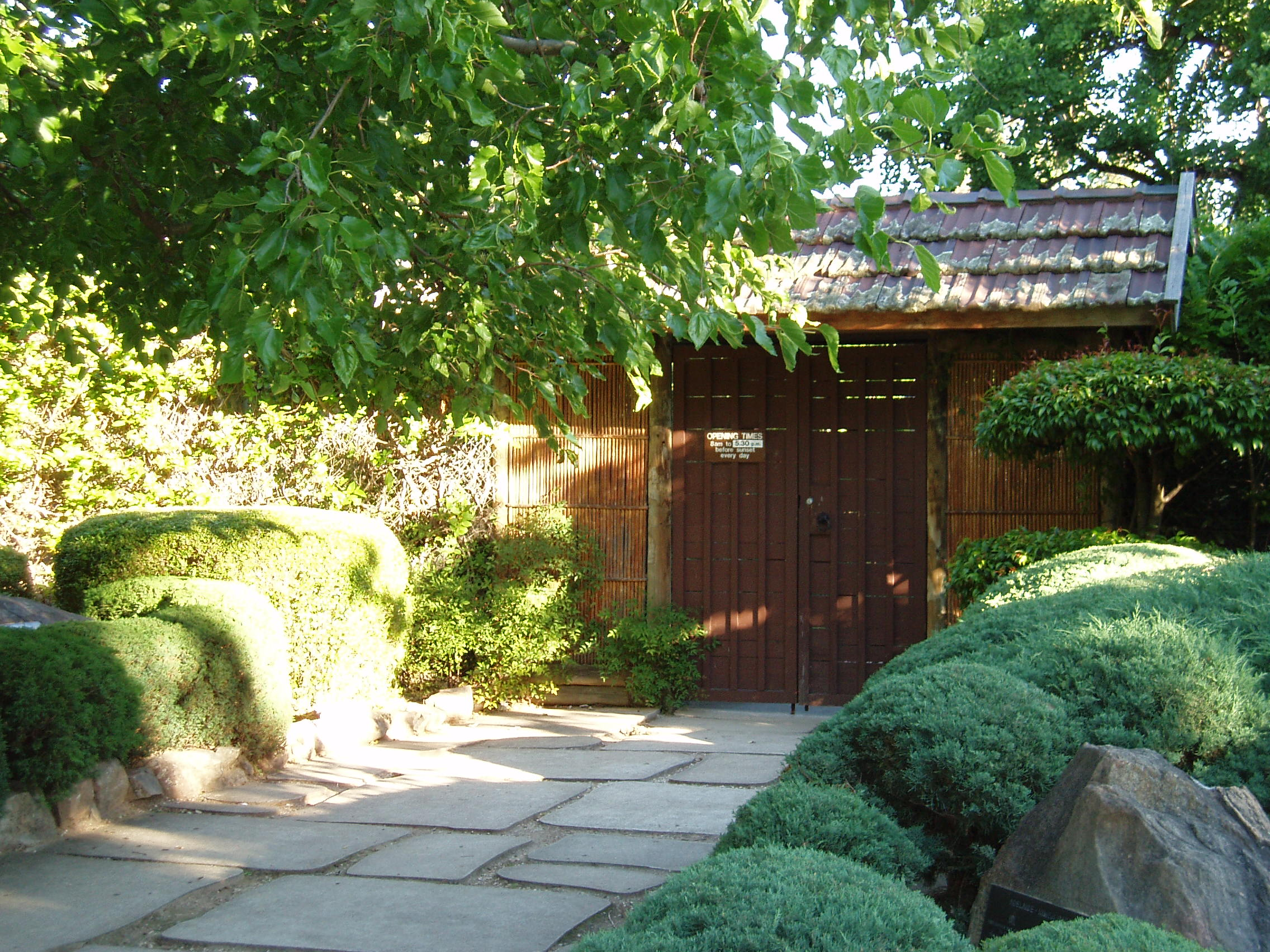
姫路の庭

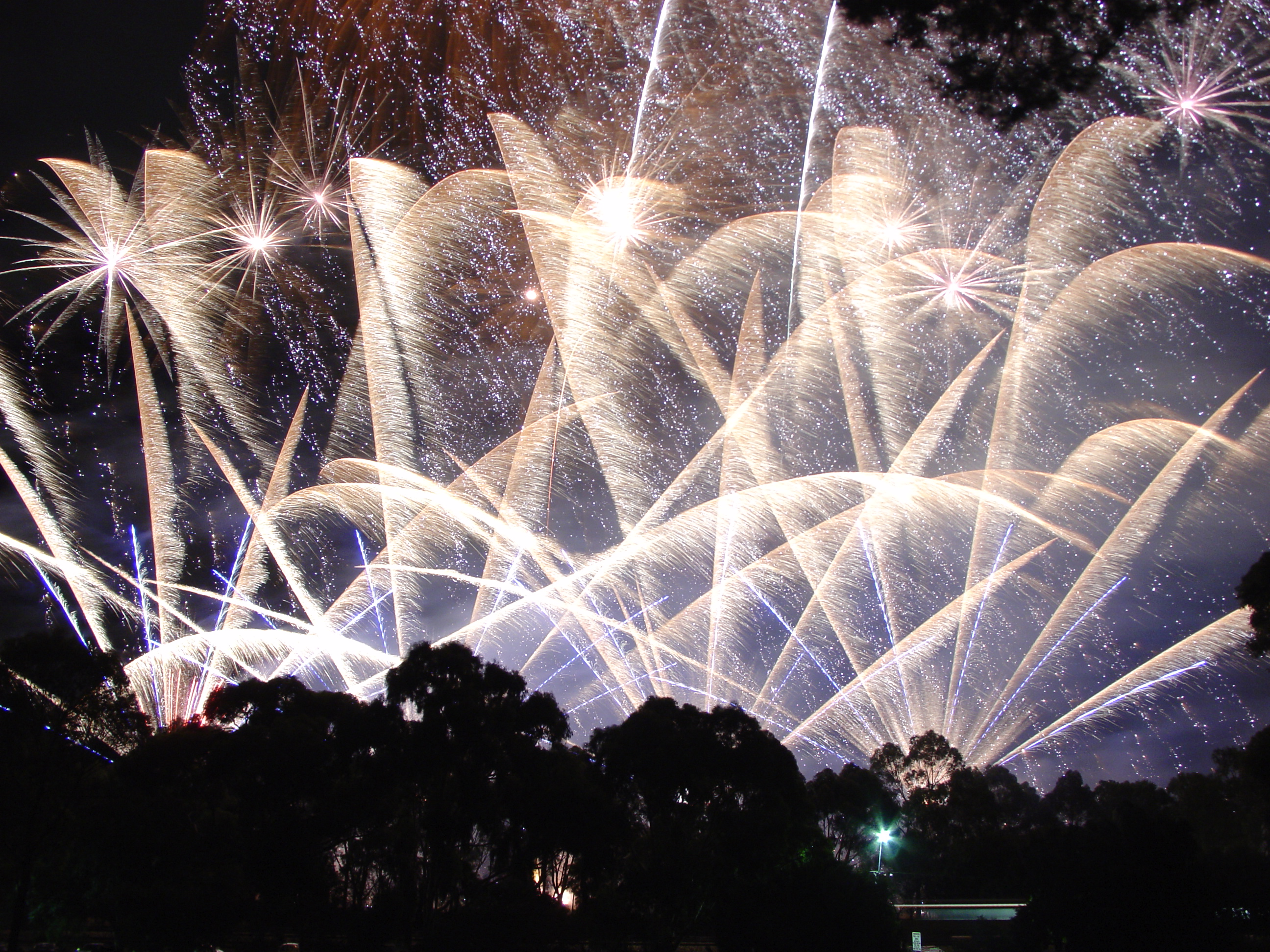
スカイショー

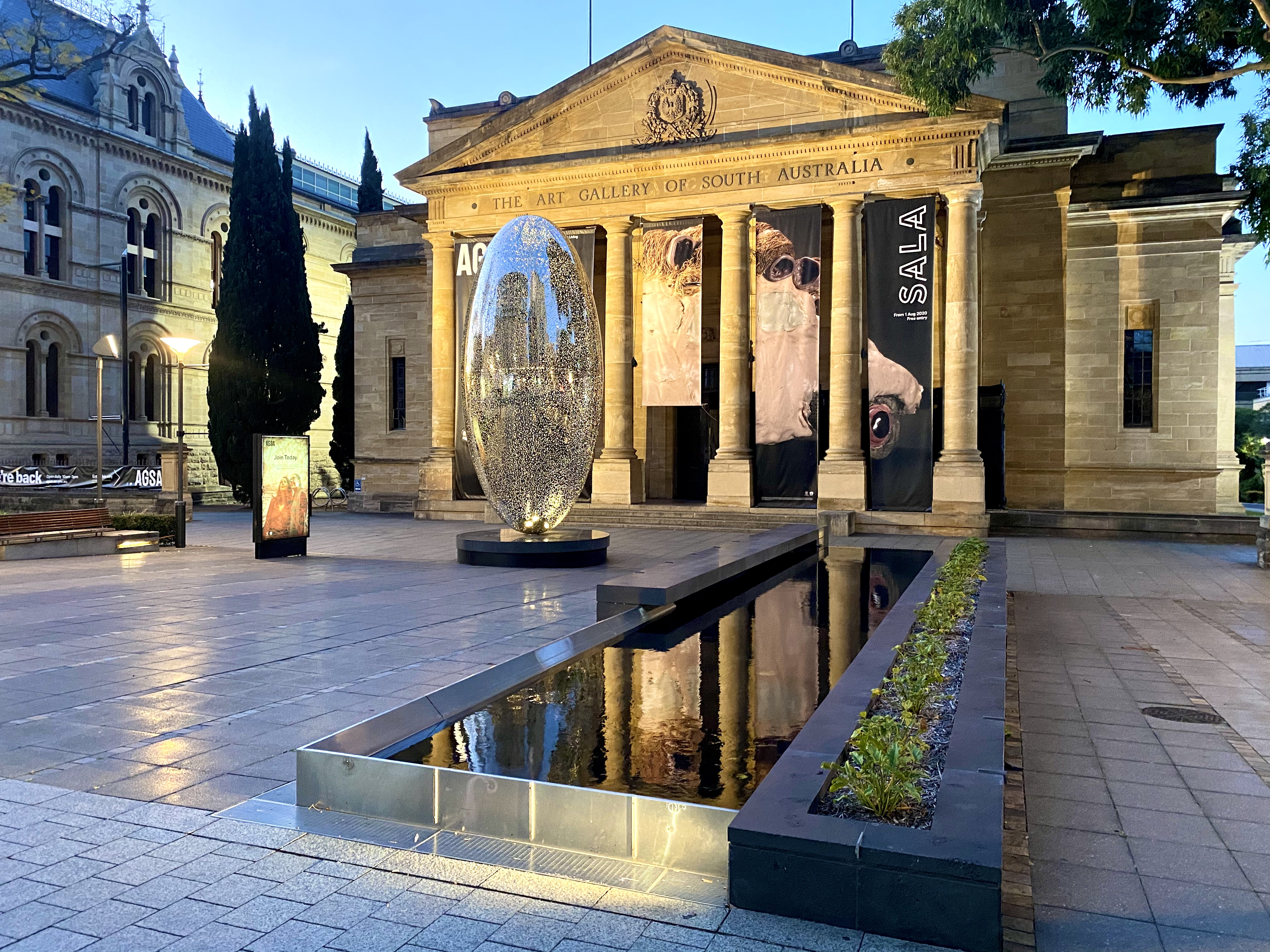
南オーストラリア美術館

アデレードはしばしば"教会の街"と呼ばれるが、これは現在よりも過去の状態を反映した言い方である。噂によると、アデレードに建てられたすべての教会ごとに、あまり信心深くない人のためのパブも建てられたそうである。
初期の頃から、アデレードは多くの国の移民を引き付け、特にドイツ系の移民が宗教的な迫害から逃れて来ている。彼らはブドウの木を持ち込み、後にバロッサバレーの優れたワイナリーを生み出す基礎となった。第二次世界大戦後、イタリア人、ギリシア人、オランダ人、ポーランド人、その他多くのヨーロッパ人が新しいスタートを切るためにやってきた。ベトナム戦争後は、アジアからの移民が相継ぎ、民族構成がより多様化した。これらの文化は混ざり合い、より豊かで多様な料理や活気に満ちたレストランの文化を作り出した。
アデレードの周辺地域の多くは、かつてワイン用のブドウの生産地であったため、ワインの生産地域（例えばバロッサバレー）はアデレードの郊外に存在している。
アデレードの文化生活は州知事ドン・ダンスタンのリーダーシップの元、1970年代に花開いた。彼は文化的活動において、よりピューリタン的な制限を取り除いたが、やがてそれはオーストラリア全体へ広まっていった。現在、アデレードはバロッサ音楽祭、アデレード芸術祭、アデレード映画祭、アデレード・フリンジ・フェスティヴァルなどのイベントの開催地である。オーストラリア最大のワールドミュージックのイベントの Womadelaide（WOMAD, World of Music, Arts and Dance, フェスティバルと Adelaide をかけたもの）が年一回、植物公園の素晴らしい環境の中で開催される。これは、ドン・ダンスタンの時代からアデレードが芸術へ力を入れて来たことをよく表している。

### 図書館
市で運営している図書館としてアデレードにはアデレード市立図書館とハット通り図書館、北アデレード図書館などが存在し、取り分けアデレード市立図書館はアデレード最大の図書館であり、現代的な造りとなっている。

### 博物館
南オーストラリア博物館や南オーストラリア州国立美術館をはじめ、エアーズハウス、移民博物館、ACEオープン、アデレード考古博物館、南オーストラリア州立航空博物館、ダンダニャ国立先住民文化研究所など様々な施設がアデレードには存在する。なお南オーストラリア博物館は、アボリジニの文化遺物を取り扱う博物館として世界最大である。

## 教育

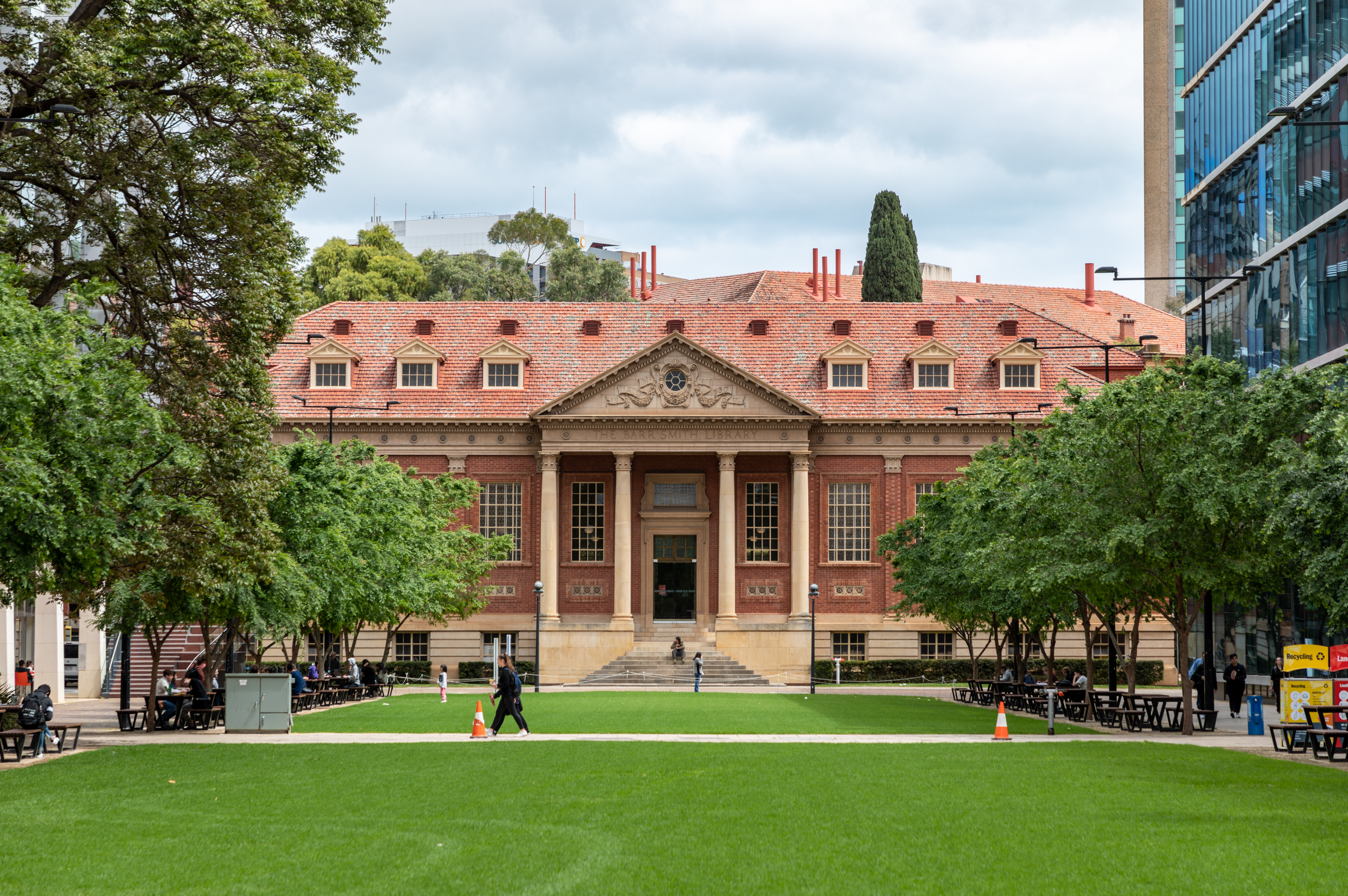
アデレード大学

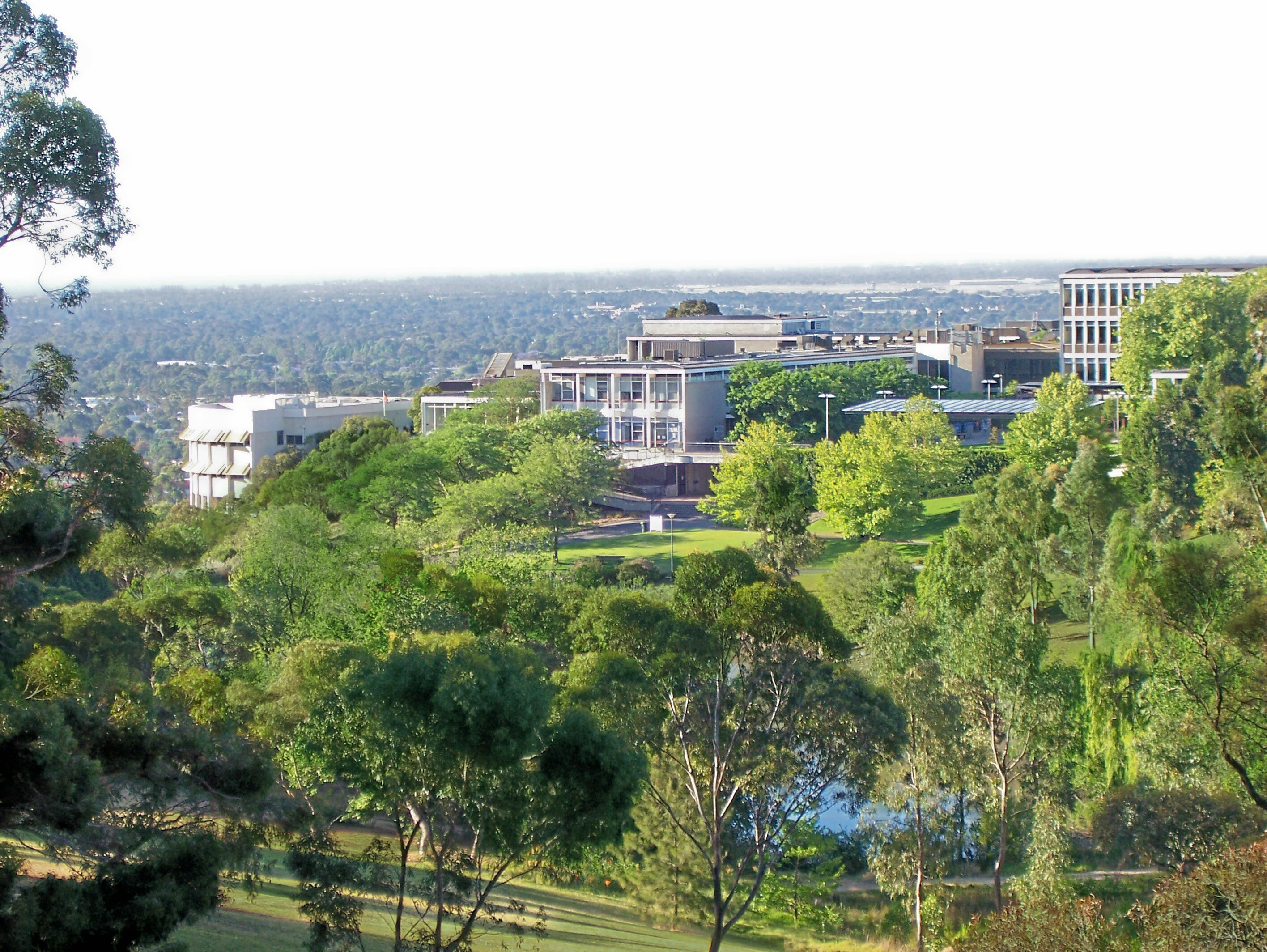
フリンダース大学

アデレードには15校の大学が存在しており、どれも研究・教育機関として評価されている。
- 南オーストラリア大学
- アデレード大学
  - 南オーストラリア大学とアデレード大学は2026年、アデレード大学 (2026-)に統合予定。
- フリンダース大学
- TAFE南オーストラリア大学（英語版）
- アデレード芸術大学（英語版）
- 国際ホテルマネージメント大学（英語版）
- オーストラリアルター派大学（英語版）
- テイバー大学（英語版）
- アデレード神学大学（英語版）
- 南オーストラリア商売・技術研究所（英語版）
- トレンズ大学（英語版）
- アインズベリー大学（英語版）
- 南オーストラリア聖書大学（英語版）
- アデレード牧師校（英語版）
- カーネギーメロン・オーストラリア大学（英語版）

## スポーツ
アデレードでは、1985年から1995年までアデレード市街とヴィクトリア公園を使用するアデレード市街地コースでF1のオーストラリアGPが開催されていた。このレースはアデレードの誇りでもあったが、1996年からは最大のライバルともいえるメルボルンにその開催地を譲っている。その穴を埋めるような形でV8スーパーカーレースが開催されており、成功を収めている。
アデレードはサッカークラブ、アデレード・ユナイテッドFCと、2つのオージーフットボールのチーム、アデレード・クローズとポート・アデレード・パワーの本拠地である。野球のオーストラリアン・ベースボールリーグではアデレード・バイトが本拠地としている。また、自転車競技・ロードレースのツアー・ダウンアンダーも年に一回開催されている。

## 行政区分

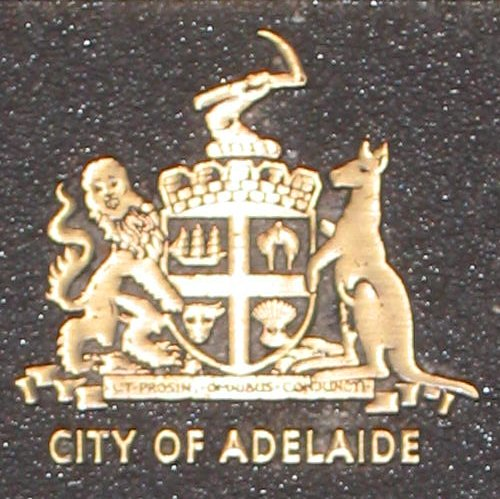
Coat of arms

一般にアデレードと呼ばれるのはアデレード都市圏（Metropolitan Adelaide）であり、これは以下の19の地方自治体（council）の管轄する地域に当たる。なおアデレード都市圏全体を管轄する地方自治体はない。
- Adelaide, City of
- Adelaide Hills Council
- Adelaide city centre
- Burnside, City of
- Campbelltown City Council
- Charles Sturt, City of
- Gawler, Town of
- Holdfast Bay, City of
- Marion, City of
- Mitcham, City of
- Norwood Payneham and St. Peters, City of - ノーウッド・ペイネハム・アンド・セント・ピーターズ市
- Onkaparinga, City of
- Playford, City of
- Port Adelaide Enfield, City of
- Prospect, City of
- Salisbury, City of - ソルズベリー市
- Tea Tree Gully, City of - ティーツリーガリー市
- Unley, City of
- Walkerville, Town of
- West Torrens, City of

これらの地方自治体名は住所には表記されず、居住する地方自治体以外の自治体が管理する図書館や運動場等の公共施設を利用することも可能なため、実際の生活において意識されることは少ない。

## 姉妹都市
- - クライストチャーチ（ニュージーランド）- 1972年
- - ジョージタウン（マレーシアペナン州）- 1973年
- - 姫路市（日本）- 1982年
- - オースティン（アメリカ合衆国）- 1983年
- - フェロール（スペイン） - 2008年
- - 大連（中国）

## 出身者
- ヘンリー・ブラッグ - 物理学者、親子でノーベル物理学賞受賞
- ローレンス・ブラッグ - 物理学者、親子でノーベル物理学賞受賞
- ハワード・フローリー - 生理学者、1945年ノーベル生理学・医学賞受賞
- ロビン・ウォレン - 病理学者、2005年ノーベル生理学・医学賞受賞
- アレクサンダー・ダウナー - オーストラリア外相
- ライオネル・ローグ - 言語療法士
- ケン・マグレガー - テニス選手
- レイトン・ヒューイット - テニス選手
- マーク・ウッドフォード - テニス選手
- アリシア・モリク - テニス選手
- アウレリオ・ヴィドマー - サッカー選手
- ジョン・アロイージ - サッカー選手
- ジェームス・トロイージ - サッカー選手
- ブラッド・ニューレイ - プロバスケットボール選手
- ジェフ・オギルビー - プロゴルファー
- アダム・スコット - プロゴルファー
- トム・ブライス - 野球選手
- スチュアート・オグレディ - 自転車競技選手
- ロバート・ニューベリー - 飛込競技選手
- テレンス・タオ - 数学者、2006年フィールズ賞受賞
- ロドニー・ブルックス - ロボット工学者
- エルトン・メイヨー - 文明評論家
- ミシェル・トゥームス - 歌手・ピアニスト
- アンソニー・ラパーリア - 俳優
- ジョナサン・ラパーリア - 俳優
- リアム・マッキンタイア - 俳優
- オリアンティ・パナガリス - ギタリスト
- ヒルトップ・フッズ - ヒップホップアーティスト
- レディビアード - ミュージシャン・女装プロレスラー
- シーア - 歌手・ソングライター